# La Joyeuse Suicidée
Pour plus de détails, voir Fiche technique et Distribution.

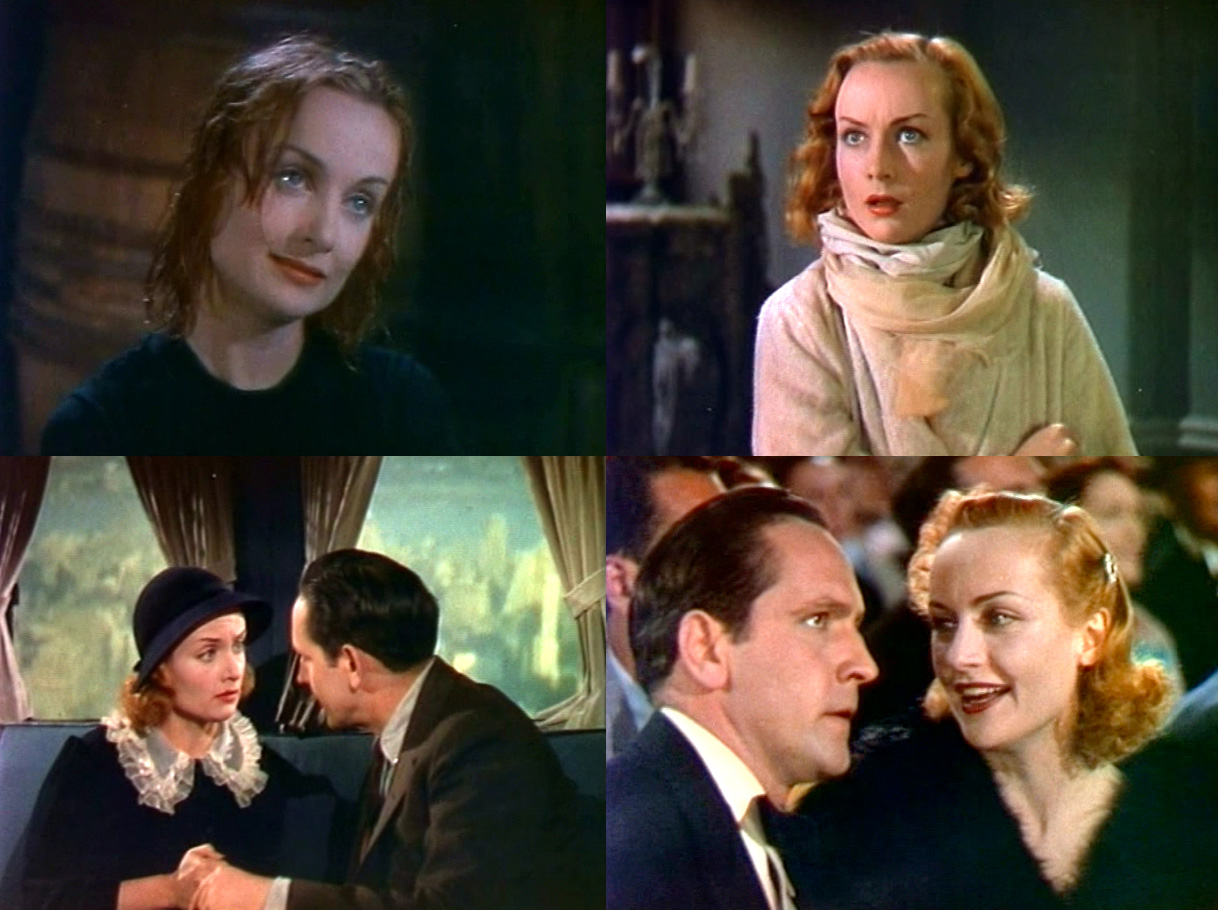
Différentes scènes du film

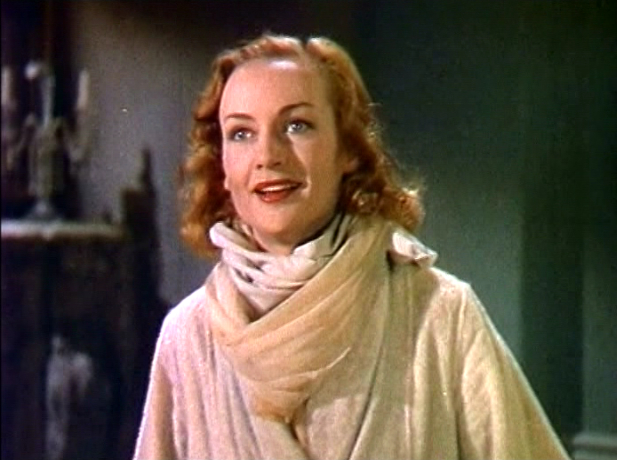
Carole Lombard

La Joyeuse Suicidée (Nothing Sacred) est un film américain en Technicolor réalisé par William A. Wellman, sorti en 1937. Le film est typique du style screwball comedy.

## Synopsis
Wallace Cook, journaliste au Morning Star, est sanctionné par son patron, qui lui propose, pour revenir en grâce, d'écrire une série d'histoires sur la malchanceuse Hazel Flagg. Miss Hazel Flagg fait partie des Radium Girls : elle a travaillé pour les montres Paragon, qui font vivre la petite ville (fictive) de Warsaw dans l'État du Vermont dans le Nord-Est des États-Unis. Quand, à la suite d'un épisode d'asthénie, son médecin, l'incapable Dr Downer, diagnostique un empoisonnement par le radium, son cas s'ébruite malgré la consigne de silence qui pèse sur Warsaw, et le journaliste Wally Cook vient enquêter. En fait, la jeune femme n'est pas malade, mais elle accepte de se rendre à New York pour y vivre, aux frais du Morning Star, ses dernières semaines de « victime de la course à la prospérité américaine. »

## Fiche technique
- Titre : La Joyeuse Suicidée
- Titre original : Nothing Sacred
- Réalisation : William A. Wellman, assisté de William Cameron Menzies (non crédité)
- Scénario : Charles MacArthur, Ben Hecht, Ring Lardner Jr. et Budd Schulberg (non crédité), d'après un court récit publié en 1937 par le journaliste et écrivain James H. Street (en) dans le magazine Cosmopolitan sous le titre Letter to the editor
- Photographie : Howard Greene et Wilfred M. Cline (prises de vues aériennes, non crédité)
- Décors : Lyle R. Wheeler
- Costumes de Carole Lombard : Travis Banton
- Montage : Hal C. Kern et James E. Newcom
- Musique : Oscar Levant
- Production : David O. Selznick, Selznick International Pictures
- Distribution : United Artists
- Pays d'origine : États-Unis
- Langue : anglais
- Format : couleur (Technicolor) - 35 mm - 1,37:1
- Consultant technicolor : Natalie Kalmus
- Genre : Screwball comedy
- Durée : 77 min
- Dates de sortie :
  -  États-Unis : 25 novembre 1937
  -  France : 23 février 1938

## Distribution
- Carole Lombard : Hazel Flagg
- Fredric March : Wallace 'Wally' Cook
- Charles Winninger : le docteur Enoch Downer
- Walter Connolly : Oliver Stone
- Sig Ruman : le docteur Emil Eggelhoffer, de Vienne
- Alex Schoenberg : le docteur Friedrich Kerchinwisser, de Berlin
- Monty Woolley : le docteur Oswald Vunch, de Prague
- Alex Novinsky : le docteur Felix Marachuffsky, de Moscou
- Claire DuBrey : l'infirmière Rafferty
- Frank Fay : le présentateur du spectacle
- Hattie McDaniel : Mme Walker
- Hedda Hopper : la dame d'âge mur qui reconnait Hazel sur le paquebot
- John Qualen : un pompier
- Leonid Kinskey : Ferdinand Roassare, un poète
- Troy Brown Sr. : Ernest Walker, un cireur noir de Harlem qui se fait passer pour le sultan de Mazipan
- Maxie Rosenbloom : Max Levinsky
- Margaret Hamilton : la gérante du drugstore de Warsaw
- Olin Howland : Will Bull, le porteur de la gare de Warsaw
- Bobby Tracy : le présentateur du combat

Et, parmi les acteurs non crédités :
- Everett Brown : un policier
- Nora Cecil : la maîtresse d'école
- Emily Fitzroy : une invitée au banquet
- Vera Lewis : Mlle Sedgewick
- Aileen Pringle : Mme Bullock
- Charles Richman : le maire
- Walter Walker : E. J. Southern
- Ernest Whitman : un policier
- Clarence Wilson : M. Watson

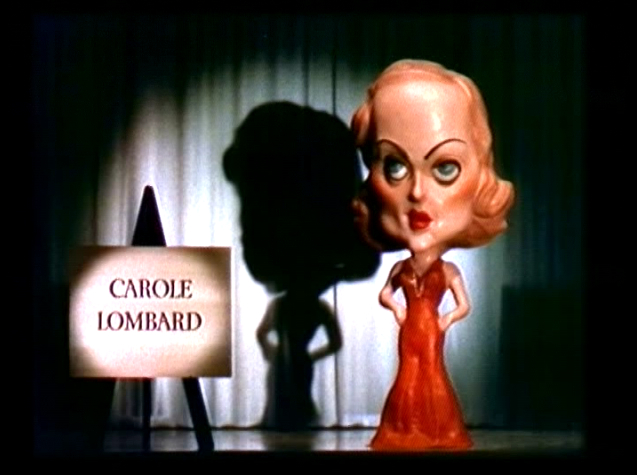
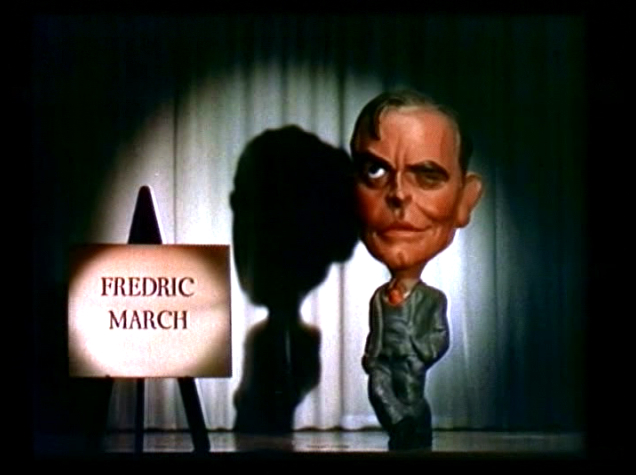
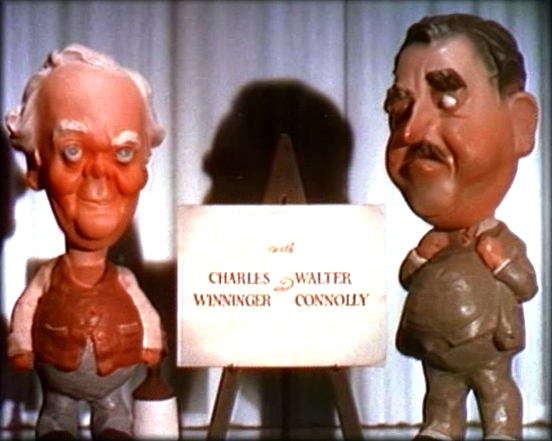
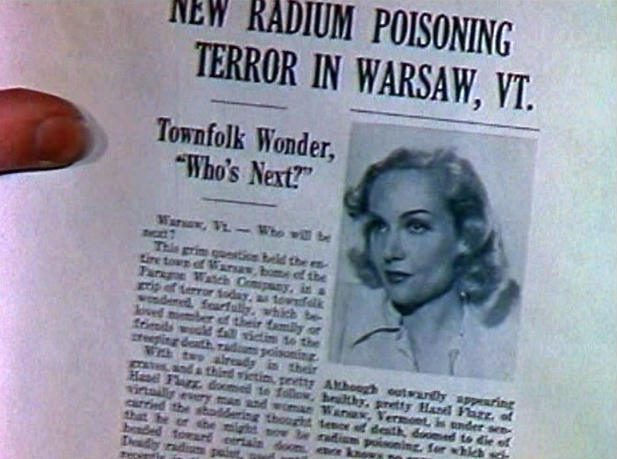
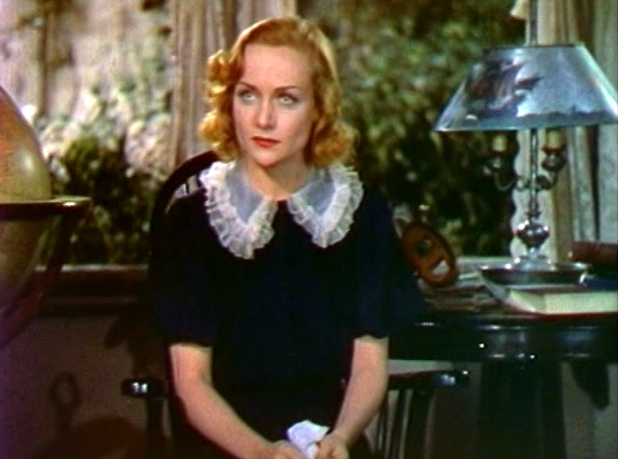
Carole Lombard
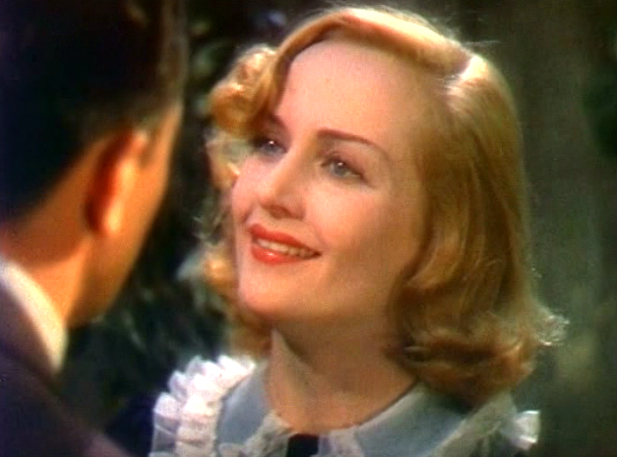
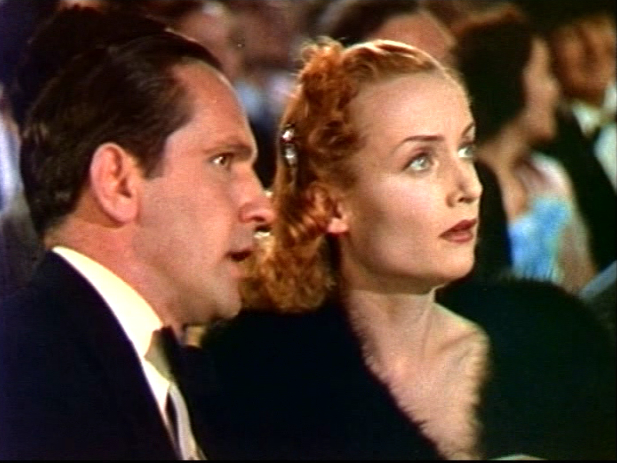
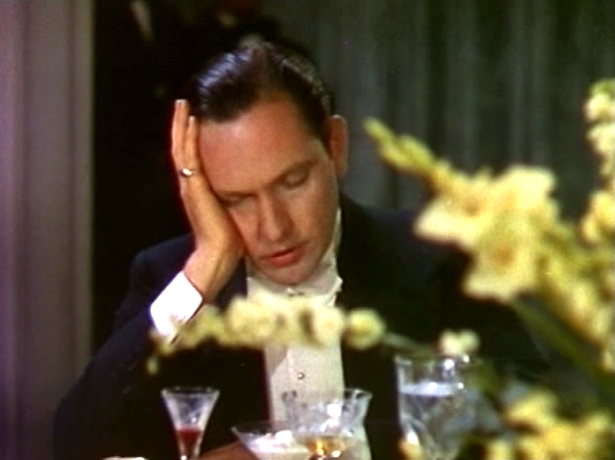
Fredric March

## Tournage
Le film a été tourné aux États-Unis :
- En Californie
  - Agoura Hills
  - Los Angeles
  - San Pedro
- État de New York
  - New York (Statue de la Liberté, Liberty Island, Manhattan, Pont de Brooklyn, Brooklyn, East River, Park Avenue)

## Vidéothèque
La Joyeuse Suicidée, Lobster films, 2016, Coffret DVD « David O. Selznick » 3 films (A Star Is Born, La Joyeuse Suicidée, Le Petit Lord Fauntleroy) + Bonus Courts-Métrages de Ub Iwerks, Stephen Roberts, George Summerville, William Watson, Actualités et bandes-annonces d'époque + Livret.